# 마노

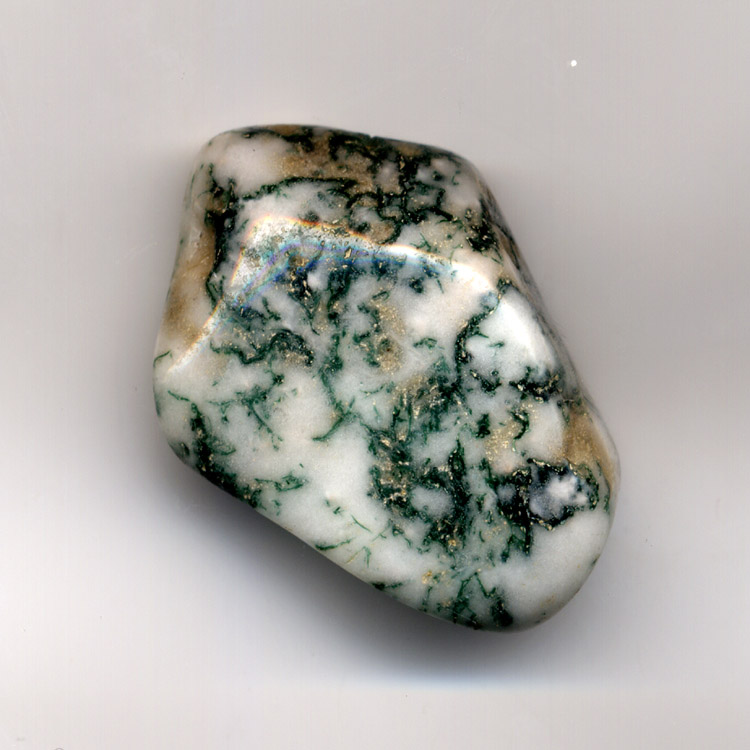
이끼마노

마노(瑪瑙, agate)는 석영과 옥수의 혼합물로, 광물이자 보석의 일종이다. 여러 가지 색이 있고 분류 또한 색으로 하는데, 색에 따라 호마노(적마노), 청마노 등으로 나뉜다. 하지만 이끼마노 등 모양, 특징으로도 분류한다.

## 어원
마노(馬脳, 碼碯, 瑪瑙)는 산스크리트어 불경에서 칠보 중 하나로 꼽는 보석인 ‘아슈마가르바(अश्मगर्भ, aśmagarbha)’를 한어로 의역한 것이다. ‘아슈마(अश्म, aśma)’는 ‘돌’, ‘가르바(गर्भ, garbha)’는 ‘자궁, 태아, 품은 것’을 뜻한다.

## 같이 보기
- 호박 (화석)
- 자수정
- 아쿠아마린
- 다이아몬드
- 에메랄드
- 석류석
- 정족
- 남정석
- 래브라도라이트
- 월장석
- 단백석
- 페리도트
- 황옥
- 전기석
- 터키석